# Tomos APN 6
Tomos APN 6 je motorno kolo proizvajalca Tomos, ki je nasledil model Tomos APN 4. 

## Zgodovina
Model  APN 6 so izdelovali od leta 1981 do 1987, različico APN 6S pa od leta 1988 do 2012.

### Značilnosti
Model Tomos APN 6 ima štiri nožne prestave, največja hitrost znaša 49 km/h.

## Različice
- Tomos APN 6
- Tomos APN 6S
- Tomos APN 6 alpino